# Сариева, Эльвира Кубанычбековна
Эльвира Кубанычбековна Сариева (род. 27 августа 1975, Нововознесеновка, Иссык-Кульская область) — киргизский государственный деятель. Заместитель руководителя аппарата Президента КР. Вице-премьер-министр КР, министр образования и науки КР, член Социал-демократической партии КР.

## Биография
- 1998 г. окончила Бишкекский гуманитарный университет
- 1998—2002 гг. Редактор, заместитель директора представительства «Internews Network» в КР
- 2000 г. окончила British Broadcasting Corporation (Школа Вещателей)
- 2002 г. окончила Академию Управления при Президенте КР
- 2012 г. окончила Юридическую Академию при Правительстве Кыргызской Республики.
- 2002—2007 гг. Исполнительный директор ОО «Интерньюс»
- 2007—2009 гг. ОО «Интерньюс», координатор по Кавказу, Афганистану и Центральной Азии, Центрально-Евроазиатская Академия Лидерства (CELA), Консультант по организационному и стратегическому развитию;
- 2010—2012 гг. Председатель Наблюдательного Совета Общественной телерадиовещательной корпорации КР
- 2010—2014 гг. Управляющий лофта «ЦЕХ»
- 2012 г. — Международный фонд «Инициатива Розы Отунбаевой», Руководитель оргкомитета форума соотечественников КР «Мекендештер»
- 2012—2014 гг. Депутат городского кенеша г. Бишкек
- 04.2014 −12.2014 гг. Вице-премьер-министр КР
- 12.2014-10.2016 гг. Министр образования и науки КР[1]
- 12-2016-02.2017 гг. заведующая отделом социальной политики Аппарата Президента Кыргызской Республики
- 02.02.2017 года заместитель Руководителя Аппарата Президента Кыргызской Республики.